# WWE 헬 인 어 셀
헬 인 어 셀(Hell in a Cell)는 미국 프로레슬링 단체 WWE에서 2009년부터 시행 중인 페이 퍼 뷰이다.

## 헬 인 어 셀 개최한 곳
| 날짜             | 개최한 곳    | 경기장                     | 관중수      | 메인 이벤트                                                                                       |
| ---------------- | ------------ | -------------------------- | ----------- | ------------------------------------------------------------------------------------------------- |
| 2009년 10월 4일  | 뉴어크       | 프루덴셜 센터              | 12,356      | D-제너레이션 X (트리플 H & 숀 마이클스) vs. 레거시 (코디 로즈 & 테드 디비아시) (헬 인 어 셀 매치) |
| 2010년 10월 3일  | 댈러스       | 아메리칸 에어라인스 센터   | 7,500       | 케인 vs. 언더테이커 (월드 헤비웨이트 챔피언십, 헬 인 어 셀 매치)                                  |
| 2011년 10월 2일  | 뉴올리언스   | 뉴올리언스 아레나          | 7,500       | 존 시나 vs. CM 펑크 vs. 알베르토 델 리오 (WWE 챔피언십, 트리플 쓰렛 헬 인 어 셀 매치)             |
| 2012년 10월 28일 | 애틀랜타     | 필립스 아레나              | 10,000      | CM 펑크 vs. 라이백 (WWE 챔피언십, 헬 인 어 셀 매치)                                               |
| 2013년 10월 27일 | 마이애미     | 아메리칸 에어라인스 아레나 | 9,000       | 랜디 오턴 vs. 대니얼 브라이언 (WWE 챔피언십, 헬 인 어 셀 매치)                                    |
| 2014년 10월 26일 | 댈러스       | 아메리칸 에어라인스 센터   | 15,303      | 세스 롤린스 vs. 딘 앰브로즈 (헬 인 어 셀 매치)                                                    |
| 2015년 10월 25일 | 로스앤젤레스 | 스테이플스 센터            | 17,505      | 언더테이커 vs. 브록 레스너 (헬 인 어 셀 매치)                                                     |
| 2016년 10월 30일 | 보스턴       | TD 가든                    | 16,119      | 사샤 뱅크스 vs. 샬럿 플레어 (WWE 러 위민스 챔피언십, 헬 인 어 셀 매치)                            |
| 2017년 10월 8일  | 디트로이트   | 리틀시저스 아레나          | 16,206      | 쉐인 맥맨 vs. 케빈 오웬스 (폴스 카운트 애니웨어 매치, 헬 인 어 셀 매치)                           |
| 2018년 9월 16일  | 샌안토니오   | AT&T 센터                  | 15,216      | 로만 레인즈 vs. 브라운 스트로우먼 (WWE 유니버셜 챔피언십, 헬 인 어 셀 매치)                       |
| 2019년 10월 6일  | 새크라멘토   | 골든 1 센터                | 10,000      | 세스 롤린스 vs. 브레이 와이엇 (WWE 유니버셜 챔피언십, 헬 인 어 셀 매치)                           |
| 2020년 10월 25일 | 올랜도       | 암웨이 센터                | 무관중 경기 | 드루 매킨타이어 vs. 랜디 오턴 (WWE 챔피언십, 헬 인 어 셀 매치)                                    |
| 2021년 6월 20일  | 탬파         | 잉링 센터                  | 무관중 경기 | 바비 래쉴리 vs. 드루 매킨타이어 (WWE 챔피언십, 헬 인 어 셀 매치)                                  |
| 2022년 6월 5일   | 로즈먼트     | 올스테이트 아레나          | 12,834      | 세스 롤린스 vs. 코디 로즈 (헬 인 어 셀 매치)                                                      |